# Hungária körúti stadion
El Hungária körúti stadion fue un estadio de fútbol ubicado en el distrito de Józsefváros en Budapest, Hungría. El estadio fue inaugurado en 1912 y fue la casa del MTK Budapest FC hasta 1945. El estadio fue demolido durante la Segunda Guerra Mundial, y el nuevo estadio se construyó entre 1946 y 1947.

## Historia
El MTK Budapest inauguró el estadio ante su archirrival Ferencváros. La gran cantidad de espectadores con la que contaba el MTK Budapest no podía ser acomodada en el Millenáris Sporttelep o en la sede del MAC. En el verano de 1911 el MTK recibió el terreno en la esquina del Hungária kőrút y el Temető dűlő por una moneda de oro de renta al año. Para el verano el estadio ya costaba 400 000 koronas y en él ya se podía construir. 
Las medidas del terreno de juego eran 100 x 60 metros (328,1 x 196,9 pies) rodeadas por una pista atlética para competencias. A lo largo del estadio se encontraban dos graderías hechas de piedra, contaba con camerinos y facilidades de apoyo bajo la entrada principal. El estadio fue inaugurado oficialmente el 31 de marzo de 1912 con el partido inaugural de la temporada 1911-12 entre MTK Budapest–Ferencváros que terminó con victoria para los locales por 2–0. En el otoño de 1912 se construyó la sede del club, diseñada por Károly Markovits, la cual abrió sus puertas en diciembre de 1913. La sede del club contaba con espacio para competiciones de lucha, esgrima, las oficinas del club y un restaurante. También fue utilizado por la selección nacional de fútbol en la clasificación para la Copa Mundial de Fútbol de 1938 cuando derrotó 11-1 a Grecia para clasificar al mundial de Francia 1938.
El estadio fue dañado seriamente por la Segunda Guerra Mundial y se comenzó a reconstruir a partir de 1945.

## Partidos destacados
| 31-3-1912 | MTK Budapest FC | 2–0 | Ferencváros | Hungária körúti stadion, Budapest |  |
|           | Bese 34' 43'    |     |             |                                   |  |

| 25-3-1938 | Hungría                                                                                 | 11–1    | Grecia     | Hungária, Budapest                                        |                                                           |
|           | Zsengellér 15' 23' (pen.) 25' 65' 81' · Titkos 18' 75' · Vincze 26' · Nemes 34' 40' 52' | Reporte | Makris 89' | Asistencia: 12 000 espectadores Árbitro(s): Denis Xifando | Asistencia: 12 000 espectadores Árbitro(s): Denis Xifando |